# Tabanus cordiger
Tabanus cordiger là một loài ruồi trong họ Tabanidae.